# Alexandra Grimal
Alexandra Grimal, née le 28 mai 1980 au Caire, est une compositrice, improvisatrice, interprète française de jazz, musique improvisée, musique expérimentale et musique contemporaine. Saxophoniste et chanteuse, elle se produit aussi dans des projets interdisciplinaires comme le théâtre et la danse contemporaine.

## Biographie
Fille de l'égyptologue Nicolas Grimal et de l'angliciste Geneviève Defradas-Grimal, petite-fille du grand latiniste et spécialiste de Rome Pierre Grimal et sœur du violoniste David Grimal, elle grandit entre l'Égypte et Paris en écoutant de la musique classique et du jazz, mais aussi de nombreux autres styles.
Elle commence l'étude du piano classique à l'âge de cinq ans. À treize ans, à une époque où elle écoute beaucoup les enregistrements de Louis Armstrong, Coltrane et Miles Davis. elle décide de passer au saxophone et au jazz.
Elle part étudier le saxophone en 2000 au Conservatoire royal de La Haye dans la classe du saxophoniste et clarinettiste américain John Ruocco (de).
En 2003, elle intègre le Département de jazz de l'Académie Sibelius à Helsinki (Finlande), avec une bourse du programme d'échanges européens Socrates.
De retour aux Pays-Bas, elle obtient en 2004 un bachelor puis en 2005 un Master's degree en saxophone au Conservatoire royal de La Haye. Son séjour aux Pays-Bas lui permet de rencontrer des musiciens de toutes nationalités.
En 2005 elle retourne en France et poursuit ses études au Conservatoire national supérieur de Musique et de Danse de Paris, d'où elle démissionnera peu de temps après, n'ayant pu obtenir d'équivalence de diplôme européen, et commence à se produire en clubs.
En 2009 elle est lauréate de la « Fondation Jean-Luc Lagardère », qui lui permet d'enregistrer Owls Talk avec Lee Konitz, Gary Peacock, et Paul Motian. La même année elle sort son premier album en trio, Shape, avec Antonin Rayon (orgue) et Emmanuel Scarpa (batterie), suivi en 2010 de Seminaro Vento avec son quartet européen formé du pianiste Giovanni Di Domenico, du contrebassiste Manolo Cabras, et du batteur João Lobo, album récompensé par un Choc de Jazz Magazine
Alexandra Grimal reçoit en 2009 une MacDowell Fellowship et obtient un séjour de deux mois à la prestigieuse MacDowell Colony, une colonie d'artistes dans le New Hampshire. Cette expérience d'isolement créatif et de rencontres artistiques nourrit son travail et lui permet de se consacrer pleinement à l'écriture de ses futures compositions (notamment celles de son album Andromeda,). En 2012, elle reçoit une nouvelle invitation à la colonie pour un séjour de cinq semaines.
Elle se produit au sein du trio Kankū avec Éric Échampard (batterie) et Sylvain Daniel (basse électrique). Elle est leader du projet Nāga (avec Marc Ducret, Nelson Veras, Stéphane Galland, Benoit Delbecq, Lynn Cassiers, Jozef Dumoulin). Elle présente également en solo une suite intitulée The Monkey in the Abstract Garden.
Elle a été membre de l'Orchestre national de Jazz (ONJ 2014) d'Olivier Benoit, et du tentet Can You Hear Me ? de Joëlle Léandre.
Compositrice en résidence à la scène nationale d'Orléans (2015 à 2017), elle y compose un « opéra clandestin », La vapeur au-dessus du riz, pour Lynn Cassiers, Théo Ceccaldi, Bruno Chevillon, Sylvaine Hélary, Sylvain Lemêtre, et Atsushi Sakai.
Elle a composé la pièce humus pour orchestre symphonique, commande de la Philharmonie de Paris et du Paris Mozart Orchestra-Claire Gibault créé en 2019 à la Philharmonie. En 2022, elle crée une nouvelle pièce pour le même ensemble le jardin en mouvement sur un texte du paysagiste Gilles Clément. Sa pièce kumo pour l'ensemble vocal Voix de Stras - Catherine Bozinger sera créée en 2024.
Alexandra Grimal a été professeure de composition à la Haute-École des Arts de Berne en Suisse de 2021 à 2023.

## Discographie
Leader :
- 2009 : Shape (Antonin Rayon, Emmanuel Scarpa), Futura et Marge
- 2010 : Seminare Vento (Giovanni Di Domenico, Manolo Cabras, João Lobo), Freelance Records (récompense Choc Jazz Magazine et fff Télérama).
- 2012 : Owls Talk (Lee Konitz, Gary Peacock, Paul Motian), Aparté Records (classé Best Records 2010 par le magazine All About Jazz - New York).
- 2012 : Andromeda (Todd Neufeld, Thomas Morgan, Tyshawn Sorey), Ayler Records (de) (récompense Choc Jazz Magazine, album "élu" citizenjazz.com[5]).
- 2013 : Heliopolis, Alexandra Grimal Dragons (Nelson Veras, Jozef Dumoulin, Dré Pallemaerts), ovni (album élu citizenjazz.com).
- 2018 : Kankū, avec Sylvain Daniel (elb) et Éric Échampard (d), ONJazz Records.
- 2019 : Nâga, avec Lynn Cassiers, Benoît Delbecq, Jozef Dumoulin, Marc Ducret, Stéphane Galland, Nelson Veras (ovni/Orkhêstra)[11]
- 2020 : la vapeur au-dessus su riz ovni records
- 2021 : the monkey in the abstract garden ovni records
- 2022 : refuge relative pitch records
- 2022: Over Mountains nunc records

Avec Benjamin Duboc (b) :
- 2015 : Le Retour D'Ulysse [Promenade], double CD, Improvising Beings[12]

Avec Benjamin Duboc (b) et Valentin Ceccaldi (violoncelle) :
- 2017 : Bambú, Ayler Records

Sideman :
- 2007 : Ruben Samama Quintet, Hotaru, OAP Records
- 2008 : Julio Resende Quartet, Da Alma, Clean Feed Records
- 2009 : Frédéric Norel, Dreamseekers, Mélisse Music
- 2009 : Édouard Ferlet, Filigrane, Mélisse Music
- 2010 : You Had Me At Hello, Meet Oliver Lake, Tonometer
- 2010 : You Had Me At Hello, Meet Ab Baars & Michael Moore, Tonometer
- 2010 : Birgitte Lyregaard, Blue Anemone, Challenge Records (en)
- 2010 : Sébastien Lovato, Music Boox, Quart de Lune
- 2011 : Ghibli (en duo avec Giovanni Di Domenico (p)), Sans Bruit
- 2012 : Isabelle Olivier, Dodecasongs, Enja
- 2012 : Transformation, improvisations en duo avec Jean-Jacques Birgé (synthétiseur), inédit[13].
- 2013 : Récréation, improvisations en duo avec Jean-Jacques Birgé (piano préparé, piano électrique, trompette à anche, synthétiseurs), inédit[14].
- 2014 : Thierry Mariétan, Krisis, Le Petit Label
- 2014 : Orchestre national de jazz Olivier Benoît, Europa Paris, ONJazz Records
- 2014 : François Tusques, La Jungle du douanier Rousseau, Improvising Beings
- 2014 : Chergui (en duo avec Giovanni Di Domenico (p)), enregistré au théâtre du Châtelet, Ayler Records
- 2014 : Dream & Drone Orchestra, A Musical Journey Envisioned By The Painter Michael Biberstein, Silent Water.
- 2015 : Sylvain Cathala, Stéphane Payen, Olympe, Connexe Sphere
- 2015 : Orchestre national de jazz Olivier Benoît, Europa Berlin, ONJazz Records
- 2015 : Théo Ceccaldi, Petite moutarde (album élu citizenjazz.com[15], choc jazzmagazine.com, révélation JazzNews)
- 2016 : Joëlle Léandre 10, Can You Hear Me?, Ayler Records
- 2016 : Orchestre national de jazz Olivier Benoît, Europa Roma, ONJazz Records
- 2020 : Jean-Jacques Birgé, Pique-nique au labo, GRRR
- 2025 : Yaron Herman, Radio Paradise (Naïve) avec Maria Grand, Haggai Cohen Milo, Ziv Ravitz[16]

## Projets musicaux alternatifs
Alexandra Grimal travaille en parallèle avec de nombreux artistes ou plasticiens dans les domaines du cinéma, de la vidéo, du théâtre ou de la danse contemporaine :
Courts-métrages :
- 2001 : La Migala avec Antonia Fritche (actrice muette),
- 2002 : Delusions d'Antonia Fritche

Vidéo-documentaires :
- 2006 : Quand la main dessine de la plasticienne Marie Preston, en duo avec le batteur Toma Gouband (Les 43 couchers de soleil).

Danse contemporaine :
- 1998 : Histoire d'un pantin avec Yasmine Hugonnet,
- 2012 : Précipitations de Paco Dècina,
- 2013 : KA-YU (danse contemporaine, jonglage, musique jazz et vidéo), pièce inspirée du roman Océan mer d'Alessandro Baricco, création de la Compagnie MU avec Céline Champmartin (danse).
- 2014 : duo avec la danseuse Kaori Ito, Dodécadanse, Le Triton
- 2015 : duo avec la danseuse Kaori Ito, Festival Corb, Villa Savoye
- 2015 : Shanta, partitions chorégraphiques et vocales, duo avec Mathilde Vrignaud (Fondation Royaumont Prototype)

Théâtre :
- 2009 : Carmen (nouvelle de Prosper Mérimée), adaptation Rhizlaine El Cohen, musique de Bruno Girard (violoniste du groupe Bratsch).
- 2015 : Œdipe à Colone (Sophocle), mis en scène par Jean-Christophe Blondel, Compagnie Divine Comédie, direction musicale Benjamin Duboc (rôle d'Ismène, chœur, chant et saxophone soprano)

Arts numériques :
- 2010 : Spectacle en duo avec le circassien Adrien Mondot à L'Atelier du Plateau[17].

Cinéma muet :
- 2008 : L'Auberge rouge de Jean Epstein, musique de Frédéric Norel,
- 2009 : Films de Charley Bowers accompagnés par Magine (Lynn Cassiers, Mathieu Calleja), festival d'Anères,
- 2010 : La dernière grimace (Klovnen) de A. W. Sandberg (1926), Alexandra Grimal avec Magine, et Son premier film (ou Le gardien du sérail) de Jean Kemm (1926), portrait du clown Grock, festival d'Anères,
- 2011 : Films de Georges Méliès, saxophone solo au festival d'Anères, ainsi qu'au French Institute Alliance Française (FIAF) de New York,
- 2012 : Où sont les rêves de jeunesse ? de Yasujirō Ozu (1928), musique d'Alexandra Grimal, par Mini Dragons (duo Alexandra Grimal et Nelson Veras),
- 2012 : Charlot s'évade (The Adventurer) de Charlie Chaplin (1917), en duo avec Aidje Tafial (batterie), festival d'Anères.
- 2013 : Pages arrachées au livre de Satan (Blade af Satans Bog) de Carl Theodor Dreyer (1921), en trio avec Jozef Dumoulin et Gilbert Nouno, festival d'Anères.

Contes :
- 2012-2013 : Duo avec le conteur Julien Tauber autour des mythes grecs,
- 2014 : Le Grand Dire avec Abbi Patrix, Nidal Qannari, Julien Tauber, Linda Esdjö, Wilfried Wendling, Florent Colautti, Sébastien Béranger, La Muse en Circuit,
- 2014 : Peredur (version galloise de Perceval) avec Michael Harvey, Marien Tillet.

Poésie :
- 2016 : Musique du leporello Les Insomnies du hibou : poèmes d'Anne de Staël, images de Boras Kotton, réalisation Anne Tayeb et Matthieu Mounier, éditions Akenbush, collection Derrière la vitre[18].
- Collaborations avec le poète grec Christos Georgousis depuis 2011.

## Récompenses
- 2007 : Troisième prix d'orchestre du concours national de jazz de La Défense avec son quartet,
- 2007 : Grand prix du Tremplin européen de jazz d'Avignon avec le même groupe,
- 2007 : Finaliste du concours international de jazz pour jeunes solistes de Fribourg,
- 2008 : Prix de soliste du Tremplin l'Esprit Jazz à Saint-Germain-des-Prés,
- 2009 : Lauréate de la Fondation Jean-Luc Lagardère,
- 2010 : Nommée dans la catégorie révélation instrumentale des Victoires du jazz,
- 2010 : MacDowell Fellowship, séjour de deux mois à la MacDowell Colony,
- 2011 : Tavitian Fellowship,
- 2011 : Lauréate du programme Chamber Music of America / French American Jazz Exchange (CMA/FACE),
- 2012 : MacDowell Fellowship, séjour de cinq semaines à la MacDowell Colony.
- 2023 : lauréate 100 Femmes de Culture